# Oakland (Kalifornia)
Oakland város az Amerikai Egyesült Államokban, Kalifornia államban található.
Oakland városát 1852-ben alapították. Ma Kalifornia állam 8. legnagyobb városa, és Alameda megye székhelye. Oakland Észak-Kaliforniában, a San Francisco-öböl területén helyezkedik el, Amerika 6. legnépesebb megalopoliszának részeként. 2006-ban Oakland 397 067 fővel a 44. legnagyobb város volt az Egyesült Államokban.
Oakland fontos nyugati-parti kikötőhely, valamint számos nagyvállalat központja található itt (Kaiser Permanente, Clorox stb.). A város az East Bay terület központja.
Rand McNally szerint Oakland időjárása a legjobb az USA-ban. 2000-es felmérés szerint Oakland és Long Beach etnikailag a legsokszínűbb régió az Egyesült Államokban, több mint 150 beszélt nyelvvel. A város nevezetességei közé sorolható a Jack London tér, az Oakland Állatkert, az Oakland Museum of California (Kalifornia Múzeum), a Chabot Space and Science Center (Chabot Űr- és Tudományos-központ), a Merritt-tó és a Chinatown (Kínai-negyed).
Oakland a bűn városa, az USA egyik legveszélyesebb települése, a lakosságszámhoz viszonyítva a legmagasabb az erőszakos bűncselekmények aránya az USA-ban, 2013-ban 93 emberölést követtek el a 397 000 fős lakosságú városban.

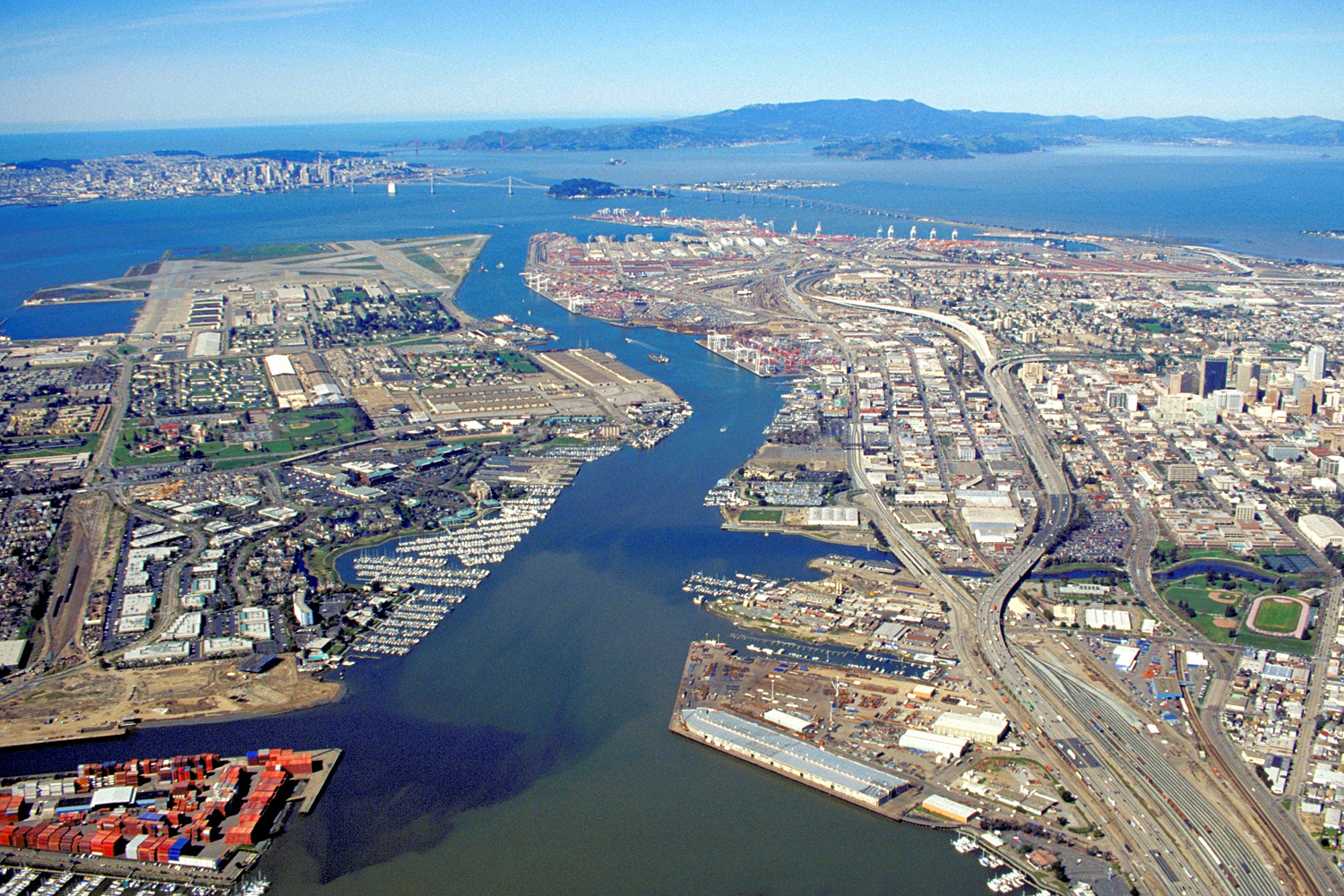
Oakland madártávlatból
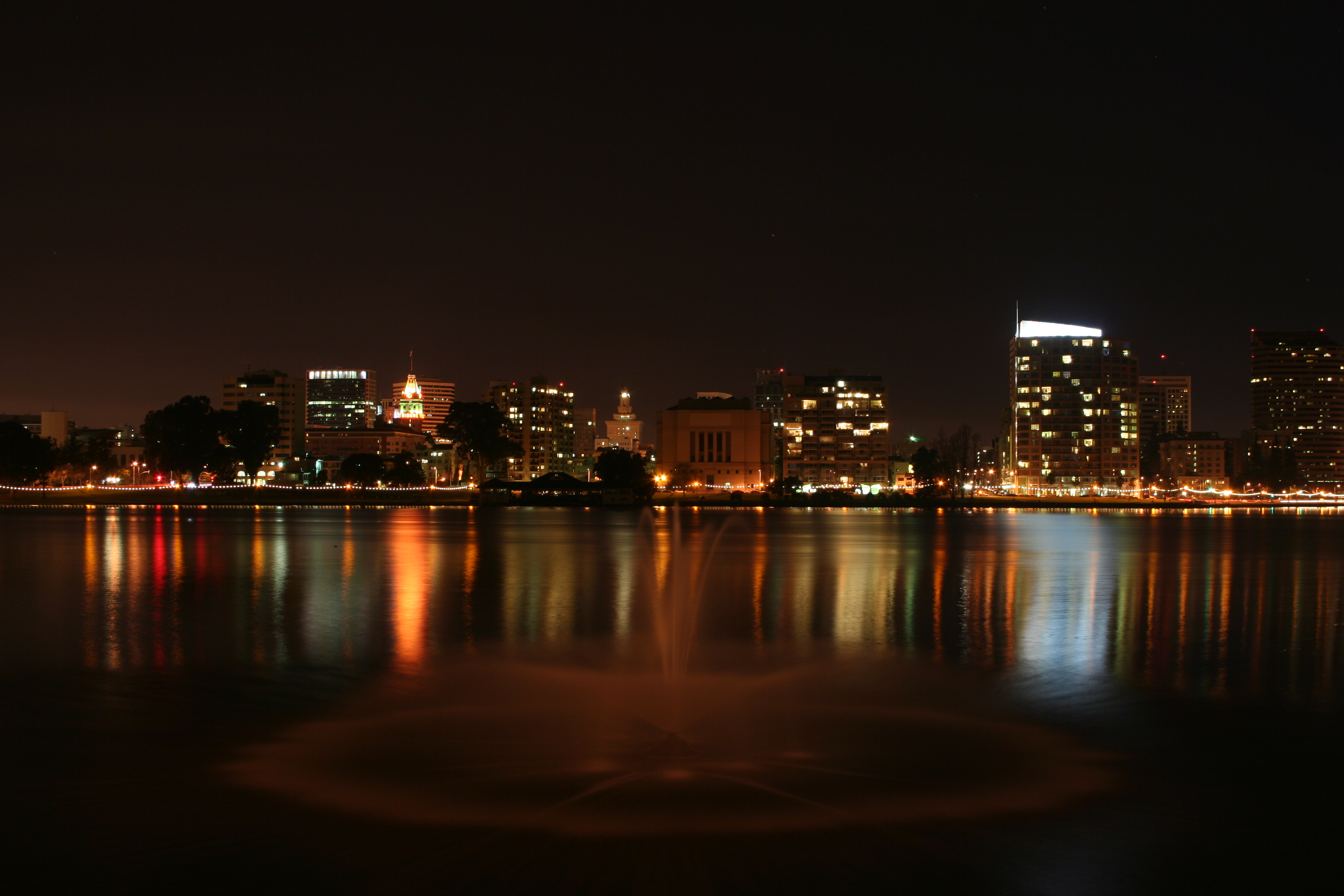
A Merritt-tó éjszaka
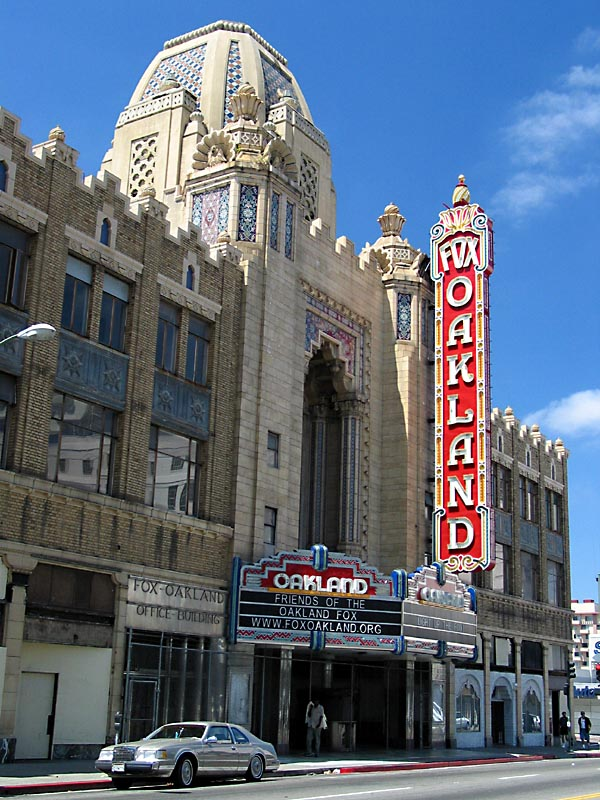
A Fox Oakland színház

## Népessége
A település népessége az elmúlt években az alábbi módon változott:
| Lakosok száma | 1543 | 367 000 | 390 724 | 406 253 | 422 856 | 440 646 |
|               | 1860 | 1996    | 2010    | 2013    | 2016    | 2020    |

## Testvérvárosok
| - Kína, Talien - Japán, Fukuoka - Oroszország, Nahodka - Jamaica, Ocho Ríos | - Ghána, Sekondi-Takoradi - Kuba, Santiago de Cuba - Marokkó, Agadir - Vietnám, Đà Nẵng |

## Fordítás
- Ez a szócikk részben vagy egészben  az   Oakland, California című angol Wikipédia-szócikk fordításán alapul.  Az eredeti cikk szerkesztőit annak laptörténete sorolja fel. Ez a jelzés csupán a megfogalmazás eredetét és a szerzői jogokat jelzi, nem szolgál a cikkben szereplő információk forrásmegjelöléseként.